# USS Moffett (DD-362)
DD 362 Moffett (Корабль соединённых штатов Моффет) — американский эсминец типа Porter.
Заложен на верфи Bethlehem Steel, Quincy 2 января 1934 года. Заводской номер 1453. Спущен 11 декабря 1935 года, вступил в строй 28 августа 1936 года.
Выведен в резерв 2 ноября 1945 года. Из состава ВМС США исключён 28 января 1947 года.
Продан 16 мая 1947 года фирме «Boston Metals Co.» в Балтимор и разобран на слом.